# Aeroportul Mývatn
Aeroportul Mývatn (IATA: MVA, ICAO: BIRL) este un aeroport din Reykjahlíð⁠(d), Norðurland eystra⁠(d), Islanda ce deservește zona Reykjahlíð⁠(d). Aeroportul a fost tranzitat în 2019 de 22 de pasageri.
Situat la o altitudine de 308 m, aeroportul dispune de o singură pistă.